# Augochlora bogotensis
Augochlora bogotensis är en biart som först beskrevs av Joseph Vachal 1911.  Augochlora bogotensis ingår i släktet Augochlora och familjen vägbin. Inga underarter finns listade.